# Medunion
Die Medunion war eine 1973 beim Rat für gegenseitige Wirtschaftshilfe gebildete Einrichtung, mit Sitz in Budapest. Ihre Aufgabe bestand darin als internationale Wirtschaftsvereinigung, die Koordinierung des Handels mit Medizintechnik zu strukturieren.
Ihre Mitglieder waren Ungarn, vertreten durch Medicor, die Deutsche Demokratische Republik, vertreten durch Intermed, Polen, vertreten durch Varimpex, die Sowjetunion, vertreten durch Medexport und die Tschechoslowakei, vertreten durch Cirana.
Aufgabengebiete waren die Koordination des Außenhandels mit Medizintechnik, gegenüber den westlichen Staaten, die Vermeidung ineffektiver Parallelproduktion durch Abstimmung der Produktionsstätten, sowie die gegenseitige Unterstützung bei technischen Neuentwicklungen.